# Théo Attissogbe
Théo Attissogbé, nacido el 19 de noviembre de 2004 en Périgueux (Dordogne), es un jugador francés de rugby a XV que juega como zaguero con la Section Paloise.
Ganó el campeonato del Mundo Juvenil en 2023 con la selección juvenil de Francia.

## Biografía

### Juventud y formación
Théo Attissogbé nació el 19 de noviembre de 2004 (20 años) en Périgueux. Comenzó a jugar al rugby a XV en 2011 en las Landas con el club de Peyrehorade SR. En 2019, se unió al centro de formación del Stade Montois En 2022, dejó las Landas para unirse al Béarn y al centro de formación de la Section Paloise

### En el club
Théo Attissogbé participó en el Supersevens 2022, que es una competición de rugby a siete de alto nivel en la que participan varios equipos de clubes profesionales de Francia. Jugó su primer partido con el equipo profesional de la Section Paloise en enero de 2023 durante la tercera jornada de la European Rugby Challenge Cup contra el Dragons RFC como titular en la posición de zaguero.
Théo Attissogbé hizo su debut como titular en el Top 14 durante la temporada 2023-2024, contribuyendo a la victoria de la Section en el stade du Hameau contra el Racing 92. Anotó su primer ensayo en el Top 14 en casa el 2 de septiembre de 2023 durante la tercera jornada contra el Lyon OU, donde su equipo ganó el partido 40 a 10. Durante esta primera temporada completa, se convirtió en un jugador fundamental del equipo y encarna plenamente el proyecto de la Section. Attissogbé se destaca como uno de los jugadores que rompe más placajes en el Top 14. En febrero de 2024, Théo Attissogbé renovó su contrato por tres años, vinculándose así con la Section paloise hasta 2027. En la vigésima jornada del Top 14, Attissogbé marcó su primer doblete en su carrera en el Top 14 contra el Stade toulousain en el Estadio Ernest-Wallon, en una derrota ajustada en el último minuto de un equipo palois muy joven. Esta actuación subraya la amplitud de su repertorio táctico, lo que le permite utilizar sus capacidades de anticipación y velocidad en defensa para realizar intercepciones con éxito·.

### En la selección nacional
Théo Attissogbé jugó con la selección juvenil de Francia durante su juventud.
En diciembre de 2022, participó en el torneo de invitación de Dubái con el equipo de desarrollo de rugby a siete de Francia.
En enero de 2023, fue convocado con la selección de Francia para un campo de entrenamiento en Capbreton antes del Seis Naciones M20 2023. Participó en el primer partido del torneo contra el equipo de Italia como titular. También fue titular contra Irlanda y marcó un ensayo. En junio siguiente, fue seleccionado para participar en el  Campeonato del Mundo Juvenil en 2023 con la selección juvenil de Francia.